# Polnische Inline-Skaterhockeynationalmannschaft
Die polnische Inline-Skaterhockey-Nationalmannschaft ist die nationale Inline-Skaterhockey-Auswahlmannschaft Polens. Sie repräsentiert den Polnischen Rollsport Verband (PZSW) auf internationaler Ebene. Sitz des Polnischen Verbandes ist Warschau.
Seit der Europameisterschaft 2011 nimmt die Mannschaft aus Polen an keinem internationalen Turnier mehr teil.

## Ergebnisse seit 2005
| Jahr | Ort                        | Platzierung |
| ---- | -------------------------- | ----------- |
| 2005 | Kaarst                     | 6. Platz    |
| 2006 | Lugano                     | 7. Platz    |
| 2007 | Steindorf am Ossiacher See | 7. Platz    |
| 2008 | Stegersbach                | 7. Platz    |
| 2009 | Lugano                     | 7. Platz    |
| 2010 | Lugano                     | 7. Platz    |
| 2011 | Stegersbach                | 5. Platz    |